# ألان ديفلن
ألان ديفلن (بالإنجليزية: Alan Devlin)‏ هو لاعب كرة قدم بريطاني، ولد في 10 أكتوبر 1953 في إدنبرة في المملكة المتحدة. لعب مع دندي يونايتد ونادي إكزتر سيتي.